# 2003년 도쿄도지사 선거
2003년 도쿄도지사 선거(일본어: 2003年東京都知事選挙)는 제15회 통일지방선거의 일환으로 2003년 4월 13일에 실시되었다. 선거 결과 현직 도지사인 이시하라 신타로가 재선에 성공했다.

## 개요
선거 전부터 현직 이시하라 신타로의 압승이 예상됨에 따라 이시하라에 대항할 후보의 옹립은 큰 난항을 겪었다. 이시하라의 재선을 막기 위해 민주당은 시민 단체의 추천에 따라 평론가 히구치 게이코를 후보로 옹립했다. 또한 사회민주당, 도쿄 생활자 네트워크, 녹색회의 등의 야3당이 히구치를 지지하며 일본공산당을 제외한 야권 단일화를 이뤄냈다. 또한 야권은 표 확장을 위해 공명당으로부터 지지를 얻기 위해 노력하였으나 결국 공명당은 이시하라를 지지하였다. 또한 히구치가 민주당의 지지를 받았다고는 하나, 사실상 당시에는 이시하라 지사의 도정에 있어서 민주당 내 상당수의 정치인들이 긍정적인 입장이었기 때문에 이시하라는 압도적인 지지를 확보하게 되었다. 한편 일본공산당은 이전 선거까지 관례적으로 도쿄도지사 선거에는 당원이 아닌 온건 진보 성향의 후보를 옹립했으나, 이번 선거에서는 후보 옹립이 난항을 겪으면서 결국 어쩔 수 없이 당직자인 와카바야시 요시하루를 공천했다.

## 선거 결과
| 2003년 도쿄도지사 선거                                     |                     |            |             |                  |                  |                                                                 |
| 선거일: 2003년 4월 13일유권자수: 9,884,071명투표율: 44.94% |                     |            |             |                  |                  |                                                                 |
| 후보                                                       | 후보                | 정당       | 득표        | 득표율           | 당락             | 비고                                                            |
|                                                            | 이시하라 신타로     | 무소속     | 3,087,190표 | 70.21%           | 당선             | 지원: 자유민주당, 공명당                                        |
|                                                            | 히구치 게이코       | 무소속     | 817,146표   | 18.58%           |                  | 추천: 민주당 / 지원: 사회민주당, 도쿄 생활자 네트워크, 녹색회의 |
|                                                            | 와카바야시 요시하루 | 일본공산당 | 364,007표   | 8.28%            |                  |                                                                 |
|                                                            | 나카마쓰 요시로     | 무소속     | 109,091표   | 2.48%            |                  |                                                                 |
|                                                            | 이케다 가즈토모     | 무소속     | 19,860표    | 0.45%            |                  |                                                                 |
| 합계                                                       | 합계                | 합계       | 4,397,294표 | 무효표: 44,901표 | 무효표: 44,901표 | 무효표: 44,901표                                                |